# 우소리호

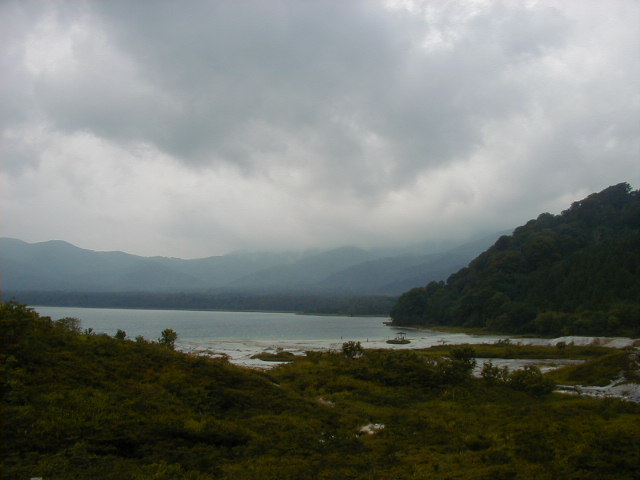

우소리호(일본어: 宇曽利湖 우소리코[*])는 시모키타반도 중앙에 있는, 일본의 영산 오소레산 정상 부근의 칼데라호다. 호수 전체가 아오모리현 무츠시에 속하며, 시모키타반도 국정공원으로 지정되어 있다.
오소레산 산지의 분화로 형성된 칼데라호다. 계두산(鶏頭山), 지장산(地蔵山), 검산(剣山), 대진산(大尽山), 소진산(小尽山), 북국산(北国山), 병풍산(屏風山), 부와산(釜臥山) 8개 봉을 외륜산으로 거느리고 있으며, 이 외륜산들과 우소리호를 합친 산괴가 오소레산이라 불리는 것이다. 외륜산들에서 발하는 유입하천은 수십 개 있지만, 유출하천은 쇼우즈강 하나 뿐이다. 쇼우즈강은 산을 내려가 츠가루 해협으로 흘러들어간다. 호수 북동쪽은 오소레산 보제사 등 사원들의 경내로, 일본불교의 성지다. 오소레산은 활화산으로, 우소리호 주변에 여기저기 온천이 솟고 화산가스와 수증기가 분출되는 곳들이 있다. 호수 바닥은 전체적으로 평탄하지만, 한 곳만 수심이 급격히 깊어지는 곳이 있다. 다만 발견하는 것은 곤란하다.
수질은 수소이온농도 pH 3.5의 강산성이다. 유입하천은 대부분 중성이지만, 북동쪽에서 유입되는 못이 pH 3의 강산성인 점, 또한 호수 바닥에서 황화수소가 분출해 호수에 용해되는 점, 유출하천이 하나밖에 없는 점 등이 어우러져 강산성수가 되었다. 산성도는 장소에 따라 차이가 있으며, 중성 유입하천 하구 부근의 산성도는 pH 4-6 정도다. 강우량 등 기상조건에 따라 호수 전체의 pH도 연중 변동한다. 오소레산의 미래의 화산활동에 따라 수질에 변동이 있을 것으로 예측된다.
수질 때문에 어류는 산성에 적응한 황어 1종밖에 서식하지 않는다. 오소레산의 황어는 전세계 어류 중 산성도가 가장 강한 호수에 사는 어류다. 이 황어에 대해서 현지의 고등학교, 대학교에서 조사연구를 실시해 오고 있고, 그 결과 오소레산의 황어는 아가미에 다른 황어들에게 볼 수 없는 특수한 세포가 있다는 것과, 중성수질 유입하천으로 올라가 산란하고 자라면 호수로 내려온다는 것, 유출하천을 따라 바다로 나가지 않는다는 것 등을 알아냈다. 그 밖에는 수채 등 수서곤충, 플랑크톤, 플라나리아 등이 확인되었다.
중성수질 유입하천에는 미꾸리가 서식하며, 하구 부근은 pH 5-6의 약산성이기에 갈대 등 수서식물이 자생하지만, 그보다 내려간 우소리호에서는 자라지 못한다. 중성 유입하천 하구 가까운 바닥에는 수초가 무성하지만, 화산가스가 올라오는 호수 중심부로 갈수록 수초가 씨가 마른다.
우소리호 주변에서 확인되는 조류로는 꼬마물떼새, 벙어리뻐꾸기, 섬휘파람새, 북방쇠박새, 촉새, 긴꼬리홍양진이, 멧새, 솔개, 오목눈이, 진박새, 쇠딱따구리, 동고비, 박새, 뻐꾸기, 황금새, 멧비둘기, 민물가마우지, 논병아리, 왜가리, 깝작도요, 청둥오리 등이 있다.
호수로 흘러드는 카시라나시못(頭無沢)에는 수은을 흡수하는 성질이 있는 심장형망울이끼가 군락을 이룬다.